# Tourisme en Andorre
Le tourisme en Andorre occupe une place importante dans le pays. 

## Tourisme récréatif

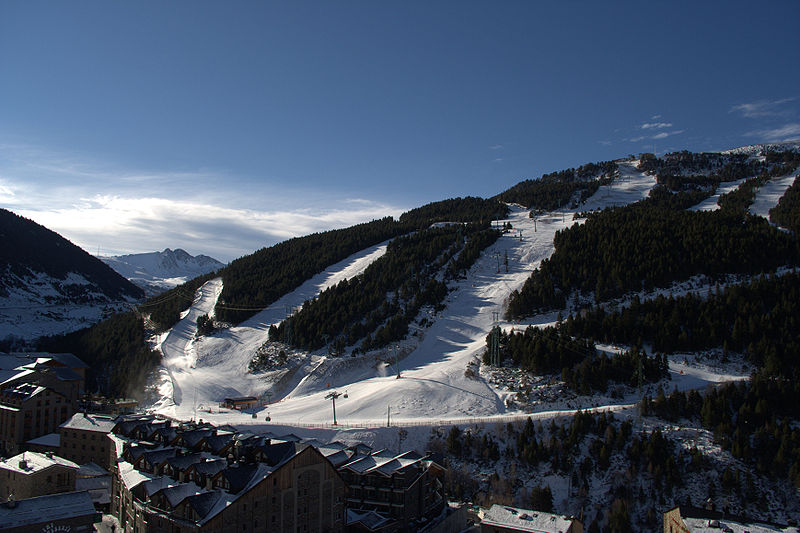
La ville et la base de la station de ski de Soldeu.

L'Andorre dispose de plusieurs grandes stations de ski incluant notamment Grandvalira et Vallnord. Ces stations sont populaires auprès des touristes de l'Espagne, la France et du Royaume-Uni, en particulier parce que leurs pentes relativement douces sont idéales pour les gens moins expérimentés ainsi que des familles. Les écoles de ski andorranes sont parmi les plus importantes en Europe.
L'Andorre a également de nombreux sentiers de randonnée qui peuvent être explorées pendant les mois d'été, quand la neige a dégelé.

## Tourisme économique
Parce qu'il n'est pas membre de l'Union européenne, l'Andorre est en mesure de vendre une large gamme de produits exempts de droits, y compris l'alcool, du parfum et des cigarettes. De nombreux produits sont beaucoup moins cher que dans les pays voisins, et sont une source lucrative de revenus pour le pays.

## Tourisme culturel

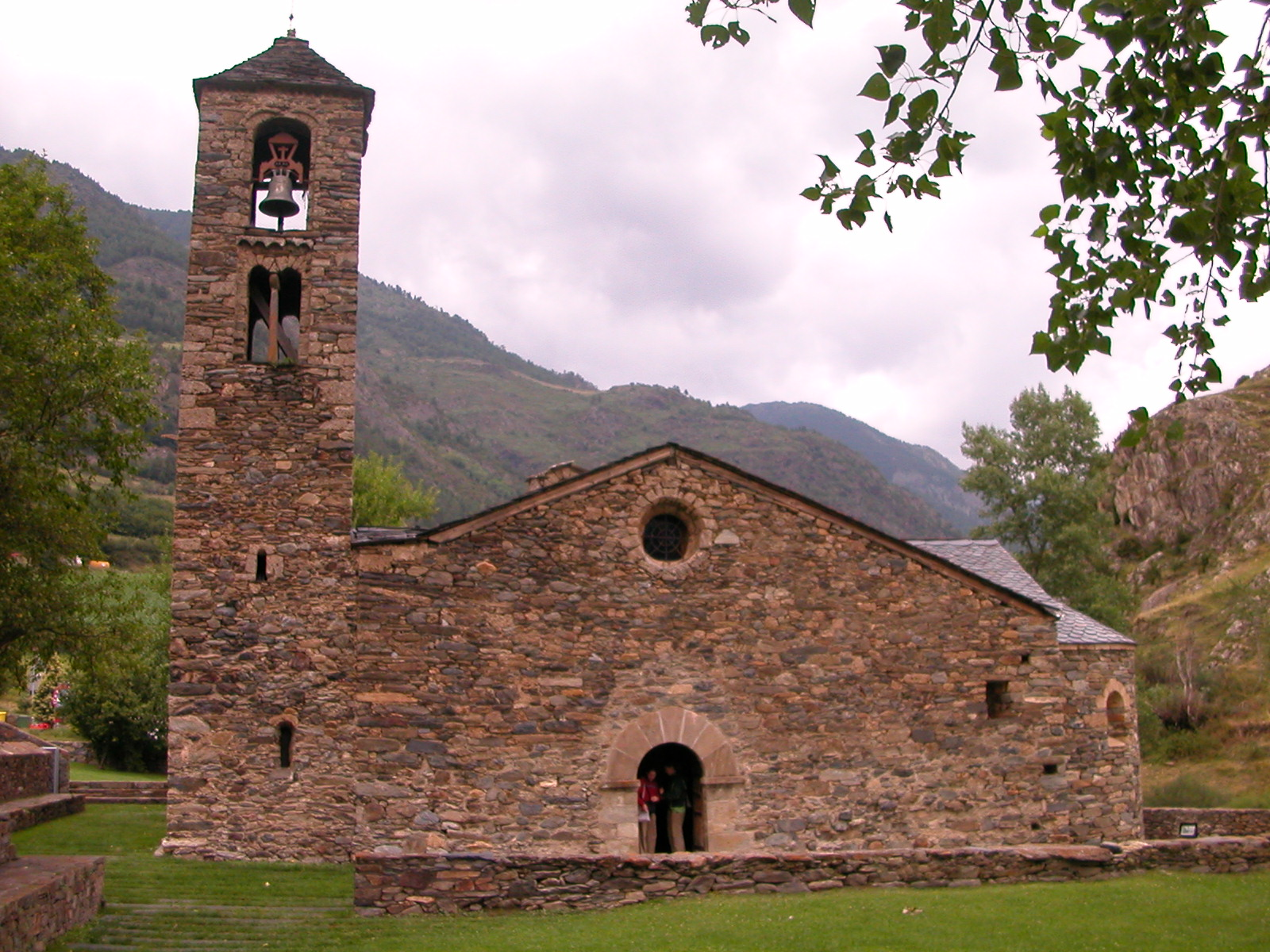
Église Sant Martí de la Cortinada, à Ordino.

Des églises romanes et des vieilles maisons d'intérêt sont situés à Ordino, Encamp, Sant Julia de Loria, Les Escaldes (ca), Santa Coloma, et d'autres villages. Le plus connu est le sanctuaire de Notre-Dame de Meritxell, patronne d'Andorre, entre Canillo et Encamp.
Les monuments classés Bien d'intérêt culturel bénéficie d'une protection au titre du patrimoine culturel andorran.

## Tourisme religieux
Les pèlerins viennent de France et d'Espagne pour rendre hommage à Notre-Dame de Meritxell le 8 septembre, le jour de la fête de la patronne de l'Andorre. Chacun des grands villages a son propre festival au cours de laquelle la sardane, danse nationale d'Andorre, est effectuée.

## Statistiques
En 2003, environ 3,138 millions de touristes ont visité l'Andorre, dont 72 % provenaient de l'Espagne, une baisse de 3 % par rapport à 2002. Les visiteurs européens ont besoin d'un passeport valide pour entrer en Andorre mais pas de visa.
En 2003, le Département d'État américain a estimé le coût quotidien d'un séjour en Andorre à 226 $[réf. nécessaire].